# Polygala sabuletorum
Polygala sabuletorum là một loài thực vật có hoa trong họ Polygalaceae. Loài này được Skottsb. miêu tả khoa học đầu tiên.